# Contemporary Japan

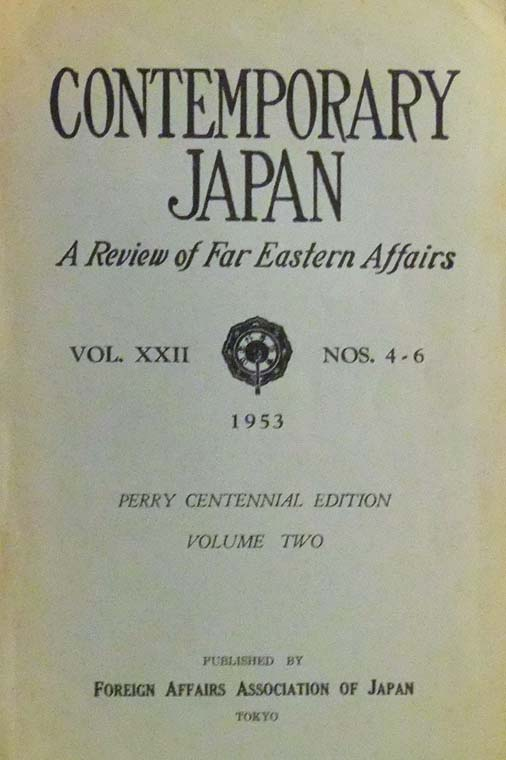
Zeitschrift

Contemporary Japan (früher: Japanstudien) ist eine peer-reviewed interdisziplinäre Zeitschrift, herausgegeben vom Deutschen Institut für Japanstudien in Tokio.
Contemporary Japan erscheint zweimal jährlich in gedruckter Form und Online in English und enthält Beiträge zu gesellschaftswissenschaftlichen Themen der modernen japanischen Kultur und Gesellschaft. Das Magazin erschien ursprünglich bei  De Gruyter unter dem Namen Japanstudien (1990–2010) und enthielt sowohl deutsch- als auch englischsprachige Artikel. 2010 wurde es umgestellt auf rein englischsprachige Artikel. Seit 2017 erscheint Contemporary Japan bei Taylor & Francis.